# Anthonique Strachan
Anthonique Strachan (* 22. August 1993 in Nassau) ist eine bahamaische Leichtathletin, die sich auf den Sprint spezialisiert hat.

## Sportliche Laufbahn
Erste internationale Erfahrungen sammelte Anthonique Strachan bei den CARIFTA-Games 2009 in Vieux-Fort, bei denen sie im 200-Meter-Lauf in 23,95 s die Silbermedaille in der U17-Altersklasse gewann. Zudem sicherte sie sich mit der bahamaischen 4-mal-100-Meter-Staffel in 47,04 s die Bronzemedaille. Im Jahr darauf belegte sie bei den CARIFTA-Games in George Town in 24,57 s den fünften Platz in der U20-Altersklasse und sicherte sich mit der Staffel in 45,59 s die Bronzemedaille. Anschließend wurde sie bei den Zentralamerika- und Karibik-Juniorenmeisterschaften (CAC) in Santo Domingo in 24,19 s Vierte über 200 Meter und konnte ihren Finallauf über 400 Meter nicht beenden. Jedoch gewann sie mit der 4-mal-400-Meter-Staffel in 3:38,81 min die Bronzemedaille. Über 200 Meter nahm sie dann an den Juniorenweltmeisterschaften in Moncton teil und schied dort mit 23,99 s im Halbfinale aus. Bei den CARIFTA-Games 2012 in Montego Bay siegte sie in 11,38 s im 100-Meter-Lauf sowie in 23,17 s auch über 200 Meter. Anschließend gewann sie bei den CAC-Meisterschaften in Mayagüez in 22,90 s die Silbermedaille hinter ihrer Landsfrau Nivea Smith und sicherte sie mit der Staffel in 43,63 s die Bronzemedaille hinter den Mannschaften aus Trinidad und Tabogo sowie Jamaika. Bei den Panamerikanischen Juniorenmeisterschaften in Miramar siegte sie in 22,70 s über 200 Meter sowie in 45,04 s in der 4-mal-100-Meter-Staffel. Zudem gewann sie in 11,46 s Bronze über 100 Meter sowie in 3:42,61 min auch in der 4-mal-400-Meter-Staffel. Damit qualifizierte sie sich über 200 Meter auch für die Weltmeisterschaften in Daegu, bei denen sie mit 23,85 s im Halbfinale ausschied. Zudem schied sie mit der 4-mal-100-Meter-Staffel mit 50,62 s in der ersten Runde aus. Im Jahr darauf siegte sie bei den CARIFTA-Games 2012 in Hamilton, bei denen sie über 100 und 200 Meter sowie in der 4-mal-100-Meter-Staffel die Goldmedaille gewann. Bei den Juniorenweltmeisterschaften in Barcelona siegte sie über 100 Meter in 11,20 s sowie über 200 Meter in 22,53 s. Zudem kam sie mit der Staffel im Vorlauf nicht ins Ziel. Damit qualifizierte sie sich über 200 Meter erstmals für die Olympischen Spiele in London, bei denen sie mit startete sie für die Bahamas im 200-Meter-Lauf. Hier schied sie mit 22,82 s im Halbfinale ausschied. Auch mit der Staffel konnte sie sich in 43,07 s nicht für das Finale qualifizieren.
Bei den Leichtathletik-Weltmeisterschaften 2013 in Moskau erreichte sie über 200 Meter erneut das Halbfinale, in dem sie mit 22,81 s ausschied. Bei den IAAF World Relays 2014 auf den Bahamas belegte sie mit der 4-mal-200-Meter-Staffel in 1:31,31 min den vierten Platz und wurde mit der 4-mal-100-Meter-Staffel in 43,46 s Zweite im B-Finale. Im Jahr darauf wurde sie bei den World Relays mit der 4-mal-200-Meter-Staffel disqualifiziert. Zudem nahm sie erstmals an den Panamerikanischen Spielen in Toronto teil, bei denen sie im Finale ihren Lauf nicht beenden konnte. 2016 qualifizierte sie sich erneut für die Olympischen Spiele in Rio de Janeiro, bei denen sie diesmal mit 22,96 s im Vorlauf aus. Bei den IAAF World Relays 2017 siegte sie in der Mixed-Staffel in 3:14,42 min und schied mit der 4-mal-100-Meter-Staffel im Vorlauf aus. Im August gelangte sie bei den Weltmeisterschaften in London bis in das Halbfinale, in dem sie mit 23,21 s ausschied. Zudem konnte sie mit der Staffel ihren Lauf in der Vorrunde nicht beenden. Im Jahr darauf erreichte sie bei den Commonwealth Games im australischen Gold Coast das Halbfinale über 200 Meter, in dem sie mit 23,62 s ausschied. 2019 belegte sie bei den Panamerikanischen Spielen in Lima in 22,97 s Rang fünf und erreichte bei den Weltmeisterschaften in Doha das Halbfinale, in dem sie mit 25,44 s ausschied. 2021 erreichte sie bei den Olympischen Spielen in Tokio das Halbfinale über 200, in dem sie mit 22,56 s ausschied und mit der bahamaischen 4-mal-400-Meter-Staffel kam sie im Vorlauf nicht ins Ziel.
2022 startete sie im 60-Meter-Lauf bei den Hallenweltmeisterschaften in Belgrad und schied dort mit neuer Bestleistung von 7,17 s im Halbfinale aus. Anschließend lief sie in Jamaika die 100 Meter erstmals regulär unter elf Sekunden und siegte im April in 23,24 s über 200 Meter bei den USATF Bermuda Games. Im Juli schied sie bei den Weltmeisterschaften in Eugene mit 10,98 s im Halbfinale über 100 Meter aus und über 200 Meter kam sie nicht über die erste Runde hinaus. Anschließend schied sie bei den NACAC-Meisterschaften in Freeport mit 11,48 s im Vorlauf über 100 Meter aus und gewann mit der 4-mal-100-Meter-Staffel in 43,34 s gemeinsam mit Printassia Johnson, Devynne Charlton und Tynia Gaither die Silbermedaille hinter dem Team aus den Vereinigten Staaten. Kurz darauf siegte sie in 22,68 s über 200 Meter bei Spitzen Leichtathletik sowie in 22,63 s bei der Hungarian GP Series – Budapest. Im Jahr darauf wurde sie bei den Bislett Games in 11,92 s Zweite über 100 Meter und siegte in 22,59 s beim NACAC New Life Invitational über 200 Meter. Beim Meeting International Mohammed VI d’Athlétisme de Rabat wurde sie in 22,15 s Zweite über 200 Meter und im August belegte sie bei den Weltmeisterschaften in Budapest mit 22,29 s im Finale den sechsten Platz. Anschließend wurde sie beim Memorial Van Damme in 22,31 s Zweite und gelangte dann beim Prefontaine Classic mit 22,16 s auf Rang drei. 2024 erreichte sie bei den Hallenweltmeisterschaften in Glasgow mit 7,36 s im Semifinale über 60 Meter aus.
In den Jahren 2014, 2019 und 2023 wurde Strachen bahamaische Meisterin im 100-Meter-Lauf sowie 2013 und 2015 und 2019 und 2023 auch über 200 Meter.

## Persönliche Bestzeiten
- 100 Meter: 10,92 s (+0,9 m/s), 15. Juni 2023 in Oslo
  - 60 Meter (Halle): 7,17 s, 18. März 2022 in Belgrad
- 200 Meter: 22,15 s (+0,8 m/s), 28. Mai 2023 in Rabat
- 400 Meter: 52,42 s, 11. Juni 2016 in Montverde